# 沙重牙鯛
沙重牙鯛為輻鰭魚綱鱸形目鱸亞目鯛科的其中一種，分布於東大西洋區，包括地中海、黑海、馬德拉群島等海域，棲息深度可達50公尺，體長可達28公分，棲息在岩石底質海域，屬肉食性，以貝類及底棲性無脊椎動物等為食，可做為食用魚、養殖魚及遊釣魚。